# Agrias transiens
Agrias transiens är en fjärilsart som beskrevs av Peter William Michael 1926. Agrias transiens ingår i släktet Agrias och familjen praktfjärilar. Inga underarter finns listade i Catalogue of Life.